# HMS Edinburgh (16)
«Единбург» (16) (англ. HMS Edinburgh (16) — військовий корабель, легкий крейсер типу «Таун» (1936) Королівського військово-морського флоту Великої Британії за часів Другої світової війни.

## Історія створення
«Единбург» був закладений 30 грудня 1936 року на верфі компанії Swan Hunter, Тайн і Вір. 6 липня 1939 року увійшов до складу Королівських ВМС Великої Британії.

## Історія служби
У квітні 1942 року, під час останнього походу супроводжував конвой QP 11 (28.04.1942 Мурманськ — 7.05.1942 Рейк'явік). На борту мав близько 4,6 тонни золота — часткова оплата радянських закупівель у Великої Британії і США, зроблених за програмою ленд-лізу.
2 травня 1942 року зазнав пошкоджень від торпедної атаки німецької субмарини U-456 під командуванням капітан-лейтенанта М.-М. Тайхерта та есмінців Z7 «Герман Шоманн», Z24 та Z25, після чого потоплений у Баренцовому морі британським тральщиком «Харрієр».